# Три Сестры (вулкан, Россия)
Три Сестры — вулкан, находящийся в центральной части острова Уруп Большой Курильской гряды. Высота вулкана достигает 998 м.